# Rajshahi (district)
Pour les articles homonymes, voir Rajshahi.
Rajshahi est un district du Bangladesh. Il est situé dans la division de Rajshahi. La ville principale est Rajshahi.

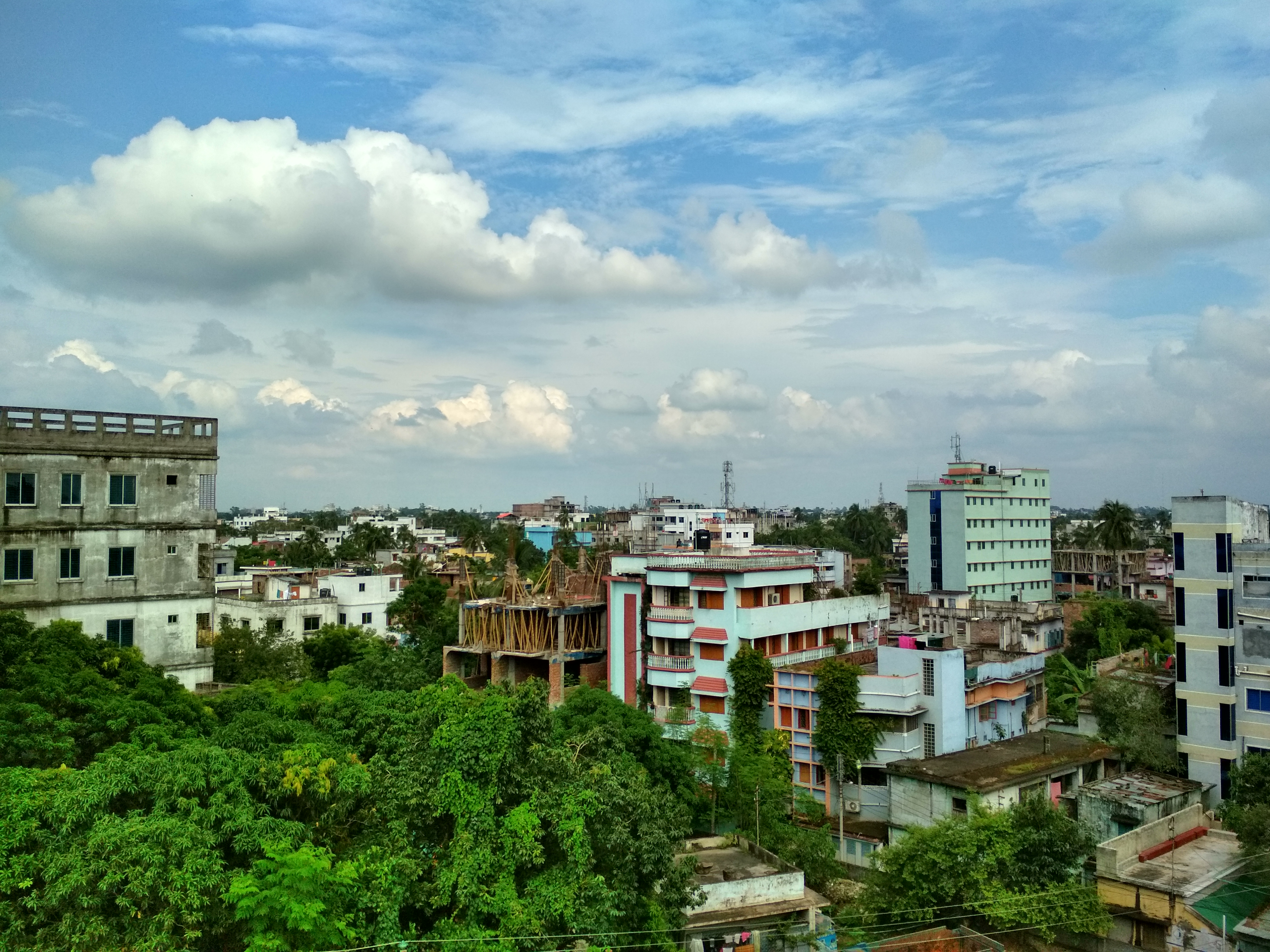
Ville de Râjshâhî